# Mariana Ramalho
Mariana Barbosa Ramalho (17 de agosto de 1987), conhecida como Mari, é uma jogadora de rugby sevens e union brasileira.

## Carreira
Mari integrou o elenco da Seleção Brasileira Feminina de Rúgbi de sete que ficou em 9.° lugar na Rio 2016.